# Hertwicus de Sprewemberch
Hertwicus de Sprewemberch (auch Hartwicus; * um 1200; † um 1260) gilt als der wahrscheinliche Lokator (Siedelmeister) des Waldhufendorfes Spremberg an der oberen Spree, der Muttergemeinde der heutigen Stadt Neusalza-Spremberg in der Oberlausitz.

## Leben und Wirken
Hertwicus de Sprewemberch entstammte wahrscheinlich einer bäuerlichen Familie aus Franken oder Thüringen, die im Rahmen der feudalen deutschen Ostexpansion im Verlauf des 13. Jahrhunderts als Siedler in das waldreiche Oberlausitzer Bergland vordrang. Durch die umfangreichen bäuerlichen Rodungen deutscher Kolonisten zum Landesausbau in der Oberlausitz, die sowohl durch die böhmischen Könige als auch die Bischöfe von Meißen gefördert wurden, entstanden somit „auf wilder Wurzel“ neue Siedlungen, die sogenannten Waldhufendörfer. Dafür waren die Lokatoren bzw. Siedelmeister verantwortlich, die im Auftrag der jeweiligen Herrschaft handelten.

### Königlich-böhmischer Lehensmann
Aus den mageren geschichtlichen Überlieferungen lässt sich entnehmen, dass dieser Hertwicus einen Bruder namens Henricus de Cunewalde hatte. Beide Brüder, die Siedelmeister von Spremberg bzw. Cunewalde, müssen böhmische Lehnsleute gewesen sein und eine bedeutende Stellung besessen haben, da König Wenzel I. Premysl (1230–1243) sie als Bürgen zur Beurkundung der Übereignung des Dorfes Jauernick bei Ostritz an das Kloster St. Marienthal am 15. Juni 1242 nach Prag berief. Das „de“ ist aber kein Adelszeichen, sondern bedeutet so viel wie „aus“ bzw. „von“ jenen Dörfern. Der Familienname des Hertwicus leitete sich demzufolge von „seiner“ Ansiedlung Spremberg ab, das so viel wie „Spree im Berg“ oder „Spree um den Berg“ bedeutet.
Auf Hertwicus de Sprewemberch ist sicherlich auch die mittelalterliche Flureinteilung des neuangelegten Dorfes zurückzuführen. Sie wurde mit 24 Königshufen (mansus regalis), je zwölf nördlich und südlich der Spree, vermessen, die eine Fläche von insgesamt 1.146 Hektar ergaben. Danach verlieren sich die Spuren von Hertwicus de Sprewemberch und seines Bruders im Dunkel der Geschichte.